# Dubice (Řehlovice)
Dubice je vesnice, část obce Řehlovice v okrese Ústí nad Labem. Je tvořena dvěma propojenými vesnicemi, severozápadní část nese název Dubice a jihovýchodní část Dubičky. Dubice leží v katastrálním území Dubice nad Labem o rozloze 2,47 km².

## Historie
Ves byla založena počátkem 13. století, roku 1344 je zmiňován Zdeněk „z Dupicz“, který ves kolem kostelíku svaté Barbory rozšířil. Roku 1436 císař Zikmund pronajal Dubice Janu Kaplířovi ze Sulevic. Roku 1579 postavil Jindřich Kauč z Kauče v Dubičkách na místě bývalé kaple rytíře z Kamýka luteránský kostel svaté Barbory. V následujících letech ji připojil ke svému panství Horní Trmice. Roku 1643 byl kostel pobořen a následně opraven, poté byl přestavován roku 1820, a je státem chráněnou kulturní památkou. Mše je v kostele každou třetí neděli měsíci.

## Přírodní poměry
Nad Dubicemi se tyčí na severu Dubický kopec (358 metrů) a na jihu Výsluní (364 metrů), na Výsluní je Doerellova vyhlídka a nedaleko Dubického kopce vyhlídka Mlynářův kámen. Mimo ně byla na návrší mezi Dubicemi a železniční zastávkou Radejčín v roce 2009 postavena rozhledna Radejčín. Z Dubiček teče k Labi krátký potok Dubina.

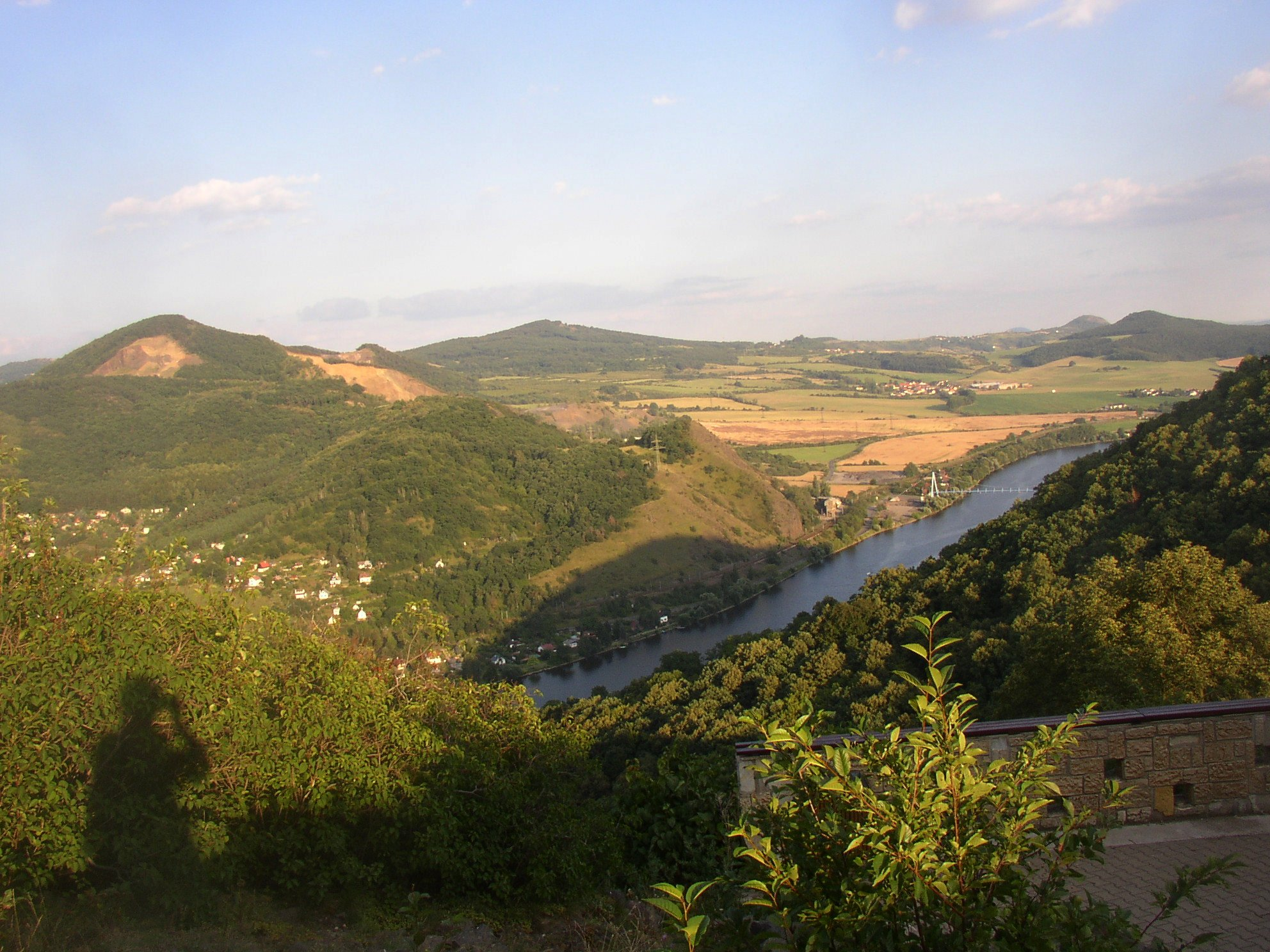
Pohled z vyhlídky u kostela
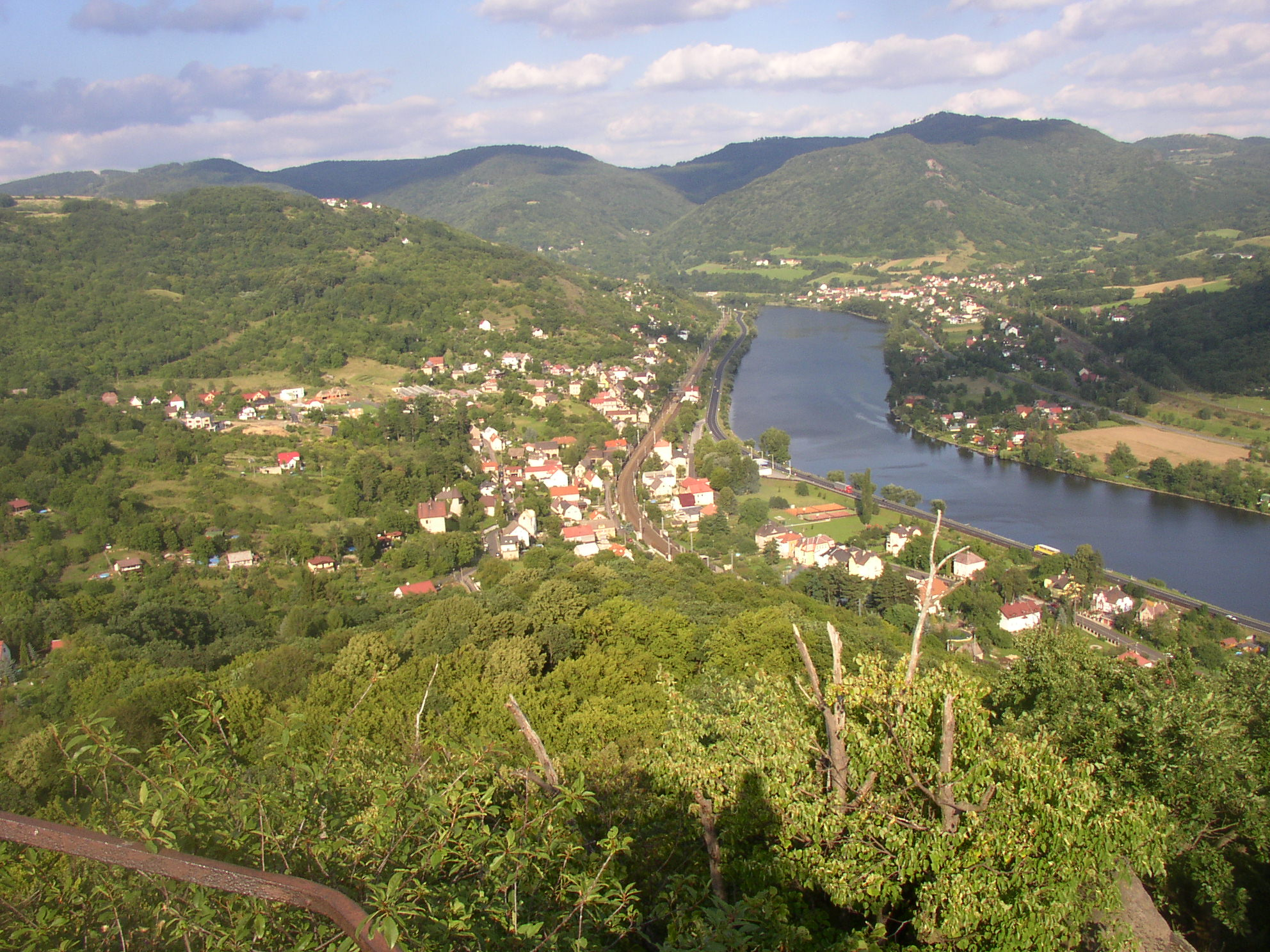
Pohled z vyhlídky Mlynářův kámen

## Obyvatelstvo
Při sčítání lidu v roce 1921 zde žilo 284 obyvatel (z toho 136 mužů), z nichž bylo sedmdesát Čechoslováků a 214 Němců. Až na jednoho člena církve československé a devět lidí bez vyznání se hlásili k římskokatolické církvi. Podle sčítání lidu z roku 1930 měla vesnice 358 obyvatel: 152 Čechoslováků, 204 Němců a dva cizince. Převažovala římskokatolická většina, ale žil zde také jeden evangelík, deset členů církve československé, jeden žid a sedmnáct lidí bez vyznání.
|                                                                          | 1869 | 1880 | 1890 | 1900 | 1910 | 1921 | 1930 | 1950 | 1961 | 1970 | 1980 | 1991 | 2001 | 2011 |
| ------------------------------------------------------------------------ | ---- | ---- | ---- | ---- | ---- | ---- | ---- | ---- | ---- | ---- | ---- | ---- | ---- | ---- |
| Obyvatelé                                                                | 273  | 305  | 281  | 296  | 351  | 284  | 358  | 190  | 204  | 175  | 197  | 161  | 171  | 261  |
| Domy                                                                     | 42   | 47   | 48   | 48   | 49   | 50   | 63   | 68   | 95   | 49   | 53   | 56   | 59   | 88   |
| Počet domů z roku 1961 zahrnuje domy místních částí Moravany a Radejčín. |      |      |      |      |      |      |      |      |      |      |      |      |      |      |

## Doprava
Dubice se nacházejí asi 5 km na východojihovýchod od Řehlovic, odkud do nich vedou silnice III/25828, 25832 a 25839 přes Habrovany a 1,5 km vzdálený Radejčín. V Dubicích se křižují silnice III/25839 (2 km na sever do Stebna), III/24727 (1 km na severovýchod do Moravan, zúžené pokračování do Dolních Zálezel), III/25834 na jihozápad k železniční stanici Radejčín, do Dubiček vede pouze silnice III/24726 z Dubic. Přes jižní cíp katastru Dubic je vedena dálnice D8 s tunelem Radejčín.
Železniční stanice Dolní Zálezly na trati 090 podél labského břehu je vzdálena pěší cestou i po silnici kolem 3 kilometrů. Stejně vzdálená je po turistické značce zastávka Radejčín na trati 097. Dubice a Dubičky obsluhuje autobusová linka 457 provozována ústeckým krajem, která jede z Ústí nad Labem přes Trmice, Stadice, Řehlovice, Habrovany a Radejčín.
Přes Dubice a Dubičky vede zeleně značená pěší turistická trasa ze Stadic do Dolních Zálezel, kterou v Dubičkách křižuje žlutě značená trasa sledující hřeben podél levého labského břehu. Přes Dubice vedou cyklotrasy č. 3091 a 3092.